# Michalovice (ort i Tjeckien, Ústí nad Labem)
Michalovice är en ort i Tjeckien.   Den ligger i regionen Ústí nad Labem, i den nordvästra delen av landet, 60 km norr om huvudstaden Prag. Michalovice ligger 252 meter över havet och antalet invånare är 148.
Terrängen runt Michalovice är kuperad åt nordväst, men åt sydost är den platt. Terrängen runt Michalovice sluttar söderut.Runt Michalovice är det ganska tätbefolkat, med 67 invånare per kvadratkilometer. Närmaste större samhälle är Ústí nad Labem, 14,2 km norr om Michalovice. Trakten runt Michalovice består till största delen av jordbruksmark.